# Josef Ponn
Josef Ponn (* 9. Oktober 1906 in Berchtesgaden; † 8. Juni 1939 in Hallein) war ein deutscher Skilangläufer.

## Werdegang
Josef Ponn wurde 1931 und 1933 deutscher Meister mit der 4 × 10-km-Staffel. Außerdem nahm er über diese Distanz an den Olympischen Winterspielen 1936 in Garmisch-Partenkirchen teil und belegte den 30. Rang.